# Distretto di Hódmezővásárhely
Il distretto di Hódmezővásárhely (in ungherese Hódmezővásárhelyi járás) è un distretto dell'Ungheria, situato nella contea di Csongrád-Csanád.